# 岡崎阿知和スマートインターチェンジ
岡崎阿知和スマートインターチェンジ（おかざきあちわスマートインターチェンジ）は、愛知県岡崎市に建設中の東名高速道路のスマートインターチェンジである。名称は仮称である。

## 概要
本線直結型で建設され、利用可能車種はETC搭載の全車種で24時間運用、上下線ともに出入可となる予定。

## 道路
- E1 東名高速道路

## 沿革
- 2019年（令和元年）9月27日 : 国土交通省より連結許可[1]。

## 隣
E1 東名高速道路
(19)岡崎IC - 岡崎阿知和スマートIC（事業中） - (19-2)豊田JCT